# Zruanduxt
Zruanduxt era una princesa  sasánida de Persia que vivió en el siglo IV. Se convirtió en reina consorte del rey Khosrov IV de Armenia .

## Antecedentes
Zruanduxt era la hija del rey sasánida Ardashir II que reinó desde 379 hasta 383 y era el primo del rey sasánida Shapur III, que reinó desde 383 hasta 388. Zruanduxt nació y creció en Ctesifonte, la capital del Imperio de Sasania. Poco se sabe sobre su vida antes de casarse con el rey Khosrov IV de Armenia.

## Partición
En 387, desde las invasiones sasánidas de Armenia, llevó al emperador romano Teodosio I y al rey sasánida Shapur III a negociar un tratado llamado Paz de Acilisene. Esto llevó a todo el reino armenio,  cliente romano, a ser dividido en dos imperios: el oeste de Armenia bajo el dominio romano y el este bajo el dominio sasánida. Más tarde en 387, el último cliente romano rey armenio fue Arsaces III (Arshak III) que gobernó en el oeste de Armenia murió sin dejar heredero. Armenia occidental se anexó y se convirtió en una provincia del Imperio bizantino.
Los armenios que vivían en el oeste de Armenia se mudaron al este, que incluía a muchos de los Nakharars. Los armenios que vivían bajo el dominio de Sasan, le pidieron a Shapur III un rey arsácida. Shapur III se deleitó con la solicitud de los armenios y con su consentimiento designó al príncipe arsácida Khosrov IV como rey de Armenia. Después del nombramiento de Khosrov IV, Shapur III puso una corona en la cabeza del joven.

## Matrimonio
Como una señal para extender sus cortesías a la armenia sasánida, Shapur III le dio a su primo a Khosrov IV a Zruanduxtsu to Khosrov IV to marry as his wife.  para que se casara con ella y la tomara como esposa. A través del matrimonio, Zruanduxt se convirtió en una  reina consorte, una relación con la dinastía gobernante Arsacid de Armenia y una mujer poderosa e influyente en la sociedad armenia. Shapur III le dio a su primo con Khosrov IV un gran ejército para proteger a Armenia y le dio a Khosrov IV un tutor llamado Zik.
Zruanduxt se había casado con un rey cliente que era cristiano en la fe, ya que ella era una seguidora del zoroastrismo, que era la religión oficial del estado del imperio sasánida. Se desconoce si ella se hizo cristiana. Poco se sabe sobre su relación con Khosrov IV. Según las genealogías modernas, Zruanduxt y Khosrov IV fueron los padres de dos hijos: Tigranes y  Arsaces.

## Sustitución
La buena amistad que existía entre Khosrov IV y Shapur III no duró ya que en 388 murió Shapur III. A Shapur III lo sucedió su hijo Bahram IV que era sobrino de Zruanduxt. En algún momento durante el año 389 Bahram IV destronó a Khosrov IV y lo desterró a Ctesifonte. Bahram IV consideró que Khosrov IV había demostrado una gran asertividad de su autoridad real. Como Bahram IV estaba insatisfecho con Khosrov IV hizo varios actos en su realeza sin la consulta de la dinastía de sasániada.
Bahram IV reemplazó a Khosrov IV  en 389, con su hermano Vramshapuh como rey cliente sasániada de la Armenia arsácida. El destino de Zruanduxt y sus dos hijos después de este momento es desconocido.